# Glioma
El glioma és un tipus de tumor que es forma al cervell. S'anomena glioma perquè es desenvolupa a partir les cèl·lules glials. Els gliomes representen un 30% de tots els tumors cerebrals i del sistema nerviós central, i un 80% dels tumors cerebrals malignes en adults.
D'acord al seu origen neuroglial específic, els principals subtipus histològics d'aquest tumor són:
- Astrocitomes (astrocitomes, astrocitomes anaplàstics i glioblastomes).
- Ependimomes (ependimomas anaplàstics, ependimomas mixopapil·lars i gliomes subependimaris).
- Oligodendrogliomes (oligodendrogliomes, oligodendrogliomes anaplàstics i oligoastrocitomes anaplàstics).